# Сухоручко Даниїл Анатолійович
Даниїл Анатолійович Сухоручко (нар. 21 лютого 2000, Слов'янськ, Донецька область) — український футболіст.

## Клубна кар'єра
Вихованець молодіжної академії київського «Динамо», у команді якої виступав у ДЮФЛУ. У сезоні 2017/18 років був переведений до команди U-19, за яку в чемпіонаті України відіграв 13 матчів (1 гол). У травні 2018 року продовжив контракт з динамівцями до кінця літа 2020 року. А вже на початку серпня того ж року відправився в оренду до «Арсеналу-Київ». Виступав за юнацьку та молодіжні команди київського клубу. Дебютував за першу команду канонірів 8 грудня 2018 року в програному (0:3) виїзному поєдинку 18-го туру УПЛ проти луганської «Зорі». Даниїл вийшов на поле на 62-й хвилині, замінивши Сержа Акакпо.
Чорноморець (Одеса)
У січні 2021 року був відданий в оренду в «Чорноморець» (Одеса). До кінця сезону зіграв 13 ігор та забив 2 голи, допомігши команді посісти друге місце та вийти до Прем'єр-ліги, після чого оренда була подовжена ще на один сезон.
Нива (Тернопіль)
У серпні 2022 року став гравцем тернопільської «Ниви». У складі тернополян дебютував 27 серпня 2022 року у нічийному (1:1) виїзному поєдинку 1-го туру Першої ліги проти вишгородського «Діназа». Свій перший гол за «Ниву» забив 29 жовтня 2022 року на 85-й хвилині, реалізувавши пенальті у переможному домашнього поєдинку 10-го туру проти івано-франківського «Прикарпаття» (4:0). Загалом за «Ниву» зіграв 11 матчів і відзначився 1 забитим м'ячем. 11 грудня 2022 року клуб закінчив співпрацю з гравцем.
Лівий берег (Київ)
У липні 2023 року підписав контракт із київським ФК «Лівий берег». 15 жовтня у виїзному матчі проти ФК «Чернігів» (3:0) зробив перший в кар'єрі хет-трик.

## Особисте життя
У 2020 році одружився зі співачкою Катериною Вандіною.